# Mononobe no Moriya
Mononobe no Moriya est un nom japonais traditionnel ; le nom de famille (ou le nom d'école), Mononobe, précède donc le prénom (ou le nom d'artiste).
Mononobe no Moriya (物部 守屋) (mort en 587) est un Ō-muraji, poste de chef de clan de haut rang de l'ancien Japon Yamato qui a reçu sa position de son père, Mononobe no Okoshi. Comme celui-ci, il est farouchement opposé au bouddhisme, récemment introduit au Japon en provenance du continent.
Au côté de Nakatomi no Katsumi, Moriya travaille à contrecarrer les efforts de Soga no Umako, autre noble de haut rang qui appuie l'adoption du bouddhisme. Bien que Mononobe et Nakatomi connaissent un bref succès sous le règne de l'empereur Bidatsu (572-585), son successeur, l'empereur Yōmei, devient bouddhiste et la fortune de Mononobe change de camp.
À la suite de la mort de l'empereur Yōmei en 587, le parti de Mononobe et celui de Soga cherchent chacun à influencer la succession. Le différend dégénère rapidement en bataille pure et simple au cours de laquelle Mononobe no Moriya met le feu aux premiers temples bouddhistes au Japon et jette les premières images du Bouddha, importées de Baekje, dans les canaux de la ville de Naniwa (à présent Osaka). Le conflit aboutit à la bataille de Shigisan d'où les Soga sortent victorieux tandis que Mononobe no Moriya est tué en même temps que Nakatomi no Katsumi et le jeune prince qu'ils ont cherché à placer sur le trône.

## Source de la traduction
- (en) Cet article est partiellement ou en totalité issu de l’article de Wikipédia en anglais intitulé « Mononobe no Moriya » (voir la liste des auteurs).